# Escudo de Curazao

Escudo de Curazao.

El Escudo de armas de Curazao (en papiamento: Wapen di Kòrsou; neerlandés: Wapen van Curaçao) es bipartito o dividido en dos, en la columna de la derecha está un barco antiguo con fondo de plata en el mar, con velas donde destaca la bandera neerlandesa en el mástil. En la izquierda hay un árbol de naranjas amargas (en latín: Citrus aurantium) con la fruta en las ramas. En el corazón está el escudo de la ciudad de Ámsterdam. Sobre el escudo, una corona que representa la monarquía neerlandesa.
El barco es un símbolo de la Compañía de las Indias Orientales Neerlandesas, que desde 1634 estuvo en la isla.
El color naranja se refiere a la Familia Real Neerlandesa (Orange-Nassau), y la naranja amarga es uno de los componentes producidos en la isla para una bebida llamada Curazao.
En el centro está el escudo de Ámsterdam que simboliza la Compañía de las Indias Orientales Neerlandesas y el Fuerte de Ámsterdam en Willemstad, la capital de la isla.